# Pont romain de Cordoue
Le Pont romain de Cordoue (en espagnol Puente Romano) est un monument remarquable de Cordoue situé sur le fleuve Guadalquivir. Seul pont de Cordoue pendant vingt siècles, il est également appelé Pont Vieux (Puente Viejo).
En 1931, le pont, avec la Porte du Pont et la tour de la Calahorra, a été inscrit sur la liste des biens d'intérêt culturel au titre de monument. Il fait partie du centre historique de Cordoue déclaré site du patrimoine mondial par l’Unesco en 1994.

## Histoire
Le pont romain est l'un des ponts édifiés sur le Guadalquivir par les Romains après la bataille de Munda (45 av. J.-C.). Au Xe siècle, L'ouvrage a été reconstruit sous les ordres d'Al-Samh ibn Malik al-Khawlani, le gouverneur de Al-Andalus par ordre du calife Omeyyades à Damas ʿUmar II en 719 apr. J.-C., le pont a ensuite été développé et amélioré par les émirs Omeyyades  qui ont régné sur Cordoue pendant près de 3 siècles, puis restauré à plusieurs reprises après la Reconquista. La dernière rénovation, controversée, date de 2008. Il fut le seul pont de la ville jusqu'à la construction du pont de San Rafael au milieu du XXe siècle.

## Description
Le pont relie les quartiers le Campo de la Verdad et le quartier de la Cathédrale. Il est composé de seize arches et fut partie intégrante de la Via Augusta. A l'une de ses extrémités se dresse la Tour de la Calahorra, porte fortifiée du XIIe siècle. Sur l'autre se tenait une ancienne porte romaine puis maure, remplacée à la Renaissance par l'actuelle Porte du Pont. Au centre, se trouve un mémorial dédié à l'archange Raphaël datant de 1651. Deux arches (la 14e et la 15e) sont d'origine. Le pont est actuellement réservé aux piétons. 

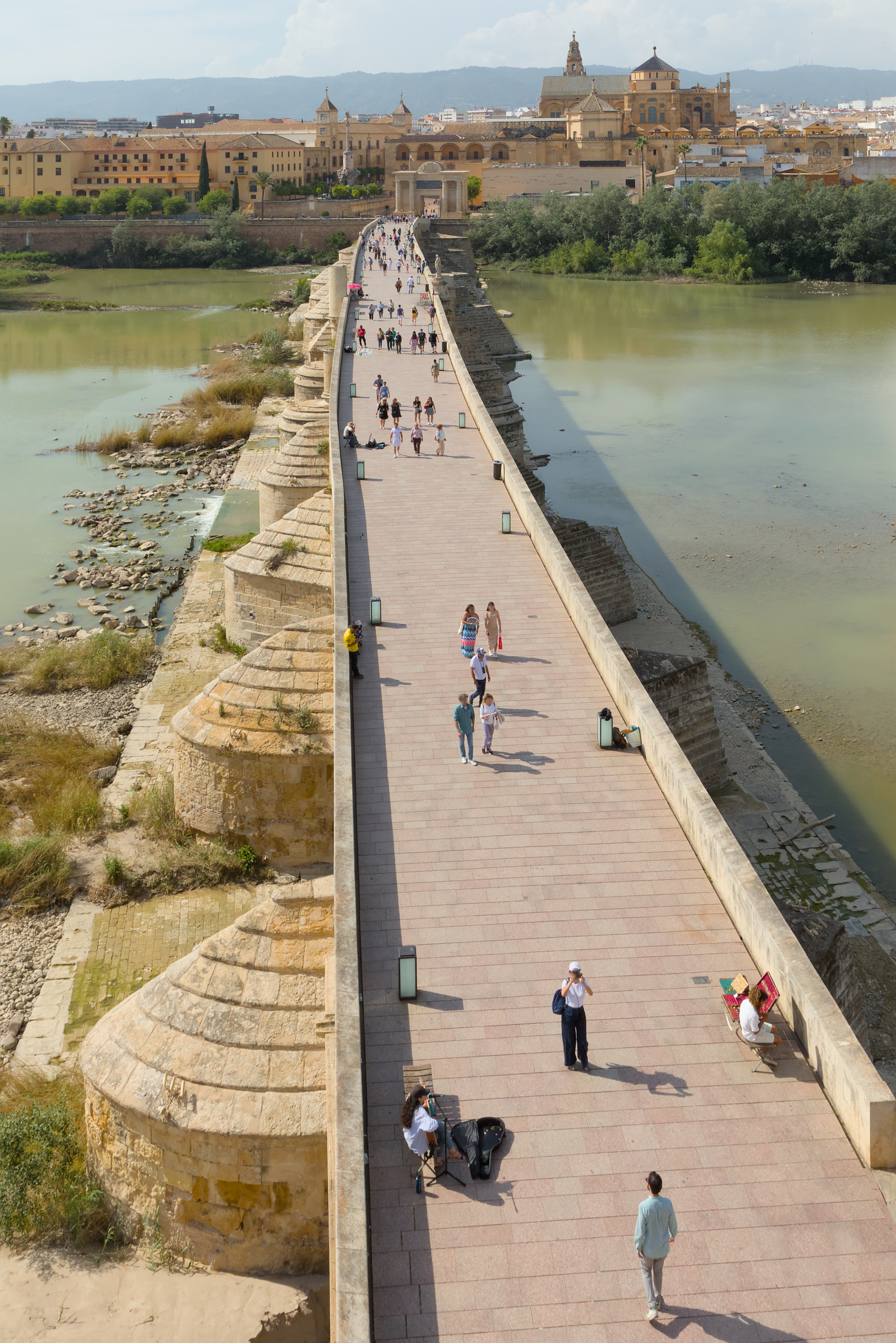
Vue depuis la Tour de la Calahorra.

### Sources
1. ↑  (es) UNESCO Centre du patrimoine mondial, « Centro del Patrimonio Mundial - », sur UNESCO Centre du patrimoine mondial (consulté le 1er décembre 2020)

- (de)/(en) Cet article est partiellement ou en totalité issu des articles intitulés en allemand « Puente Romano (Córdoba) » (voir la liste des auteurs) et en anglais « Córdoba, Andalusia » (voir la liste des auteurs).